# 東海自動車
東海自動車株式会社（とうかいじどうしゃ、TOKAI JIDOSHA CO.,LTD. ）は、静岡県伊東市に本社をおく小田急グループの企業。東海バスを始めとする東海グループの持株会社であるとともに、不動産業、レストハウス事業、索道事業（小室山観光リフト）、関係会社の事務受託業などを営む。

## 沿革

### 創業期
1916年に下田自動車がチャンドラー4台を使用して、天城峠経由で下田と大仁を結んだ路線の運行を開始したのが、それまで乗合馬車が主力の交通手段だった伊豆半島におけるバス事業のはじまりである。翌1917年には下田から松崎・下賀茂へ、さらに1925年には下田から稲取への路線を開設した。
一方、1917年には伊東自動車が伊東から亀石峠を経由して大仁・修善寺を結ぶ路線と、伊東から宇佐美を結ぶ路線の運行をビュイック4台で開始、翌1918年には大仁から三島・沼津へ路線の延長を行っている。1918年には伊東自動車は東海自動車に社名を変更しているが、この後、同一商号で1999年までバス事業を継続した（商号自体は1999年以降も継続）。これは同一商号での営業を行ったバス事業者としては日本における最長記録である。
この当時、全国的な傾向として小規模なバス事業者が次々と開業していたが、伊豆半島も例外ではなかった。東海自動車では、これらの小規模事業者の買収を進め、自社の防衛を図るとともに伊豆半島北部に路線網を拡大していった。自社による路線展開も行い、1924年には沼津・三島から元箱根への路線を開設、1925年には省線熱海線が開業するのに合わせて伊東と熱海を結ぶ路線を開設した。
この間、1923年には関東大震災による津波、1929年には伊東町の大火により本社社屋や車両にも被害があり、1930年には北伊豆地震が発生するなど、経営状態が低迷している。その後、今日に至るまでにも、東海自動車は自然災害により業績に影響が出るケースが何度か発生している。
この頃、大倉財閥では伊豆の観光開発を手がけており、観光開発に伴う交通手段の確保を検討していた。折りしも路線展開を進めていた東海自動車との利害が一致し、1928年に東海自動車は大倉財閥の傘下に入ることになった。1931年には省線との連帯運輸を開始したが、これにより省線との通し乗車券が発行されることになり、知名度と対外的な信用は高まったという。
1931年、駿豆鉄道（現・伊豆箱根鉄道）は沼津 - 三島 - 修善寺間を運行する東海自動車の路線に対して、自社の乗客を奪われたとして賠償請求を求めて訴訟した。1941年に東海自動車の勝訴で決着となったが、後に伊豆・箱根地区の観光開発をめぐり、西武と小田急の各企業グループが争うことになる前哨でもあった。
昭和に入ると、伊豆半島の道路網の整備は進み、1933年には伊豆半島を一周する道路網が構築された。ここで下田自動車と東海自動車は、将来を見据えてバス交通の一本化を検討することとなり、検討の結果、両社は対等合併することになった。1932年11月11日に両社は合併、新たに東海自動車として再出発することになった。この時期に現行の営業エリアを確保した例はほとんどなかったうえに、車両数169台・従業員数408名というのは当時としては最大級のバス事業者であった。合併とともにバスの車体色を統一し、「イエロー・カー」と呼ばれるようになった。

### 戦前から戦時統合まで
1934年に丹那トンネルが開通したことで国鉄東海道本線が熱海・三島経由に変更され、さらに1935年には国鉄伊東線が開業し、1938年に全通するなど、鉄道網の発達とともに、伊豆半島は観光地としての発展が進むことになる。東海自動車では伊東から下田までの直通バスの運行を始め、伊豆半島全域に展開した路線網を活用して観光客輸送に努めた。なお、一時期伊豆大島（東京都）にも路線を開設していたが、戦時体制に入るとともに撤退している。
1937年に第二次世界大戦が始まると、燃料統制によってガソリン供給が30%近く減少することになったため、代用燃料を使用した車両の使用を開始した。また、観光主体の路線は不要不急の路線として扱われ、運行を休止することになった。1941年以降に戦時統合の通牒が出た際、日本の各地で大幅な営業エリアの変革を余儀なくされた中、東海自動車はほとんど影響を受けなかった。既にほぼ伊豆半島全域が東海自動車の営業エリアとなっており、統合エリアが確定された際にも伊豆半島で1ブロックとなったため、大規模な統合を行う必要がなかったのである。

### 戦後の観光輸送の発展
東海自動車の場合、終戦後の復興は、大倉財閥の傘下に入っていたために制限会社に指定されたことで、少し立ち遅れることになった。しかし、従業員による株式買取などにより、1947年4月に制限会社の指定が解除されると、車両の更新や購入などが行われるようになった。1948年にはディーゼルバス市販1号車となるいすゞBX91型が2台導入され、以後1952年までに100台が導入された。
1949年10月に国鉄が東京から伊東までの準急列車の運行を週末に開始したことを受け、東海自動車では1950年から準急バスを伊東 - 下田間に運行開始した。1952年には本格的な急行バスの運行を開始、伊東 - 下田間では普通便と比較して40分もの時間短縮を図った。その後、中伊豆・西伊豆方面にも急行バスの運行が開始されることになった。1952年以降は日野・BH10型の導入も開始されるなど、観光輸送の発展は著しいものがあった。
1952年には伊東を起点に1泊2日コースとなる定期観光バスの運行を開始した。その後、1955年になって国立公園に伊豆半島が追加されて富士箱根伊豆国立公園となったことを受け、定期観光バス運行を充実される方策に出ている。
この頃、東京急行電鉄（東急）が東海自動車の株式取得に動いているが、失敗に終わっている。
その一方、1947年に道路運送法が制定されると、既に東海自動車が運行していた区間へ他社が路線の申請を行うことが目立ってきた。特に駿豆鉄道は自社鉄道の防衛のために次々と伊豆の主要路線への路線乗り入れを申請し、何度となく公聴会が開催されることになった。駿豆鉄道との営業エリア争奪は1950年代後半には終結、東海自動車では東伊豆・南伊豆への進出こそ食い止めたものの、駿豆鉄道も西伊豆北部にエリアを確保することとなった。また、沼津地区では駿豆鉄道だけでなく箱根登山鉄道（当時）や富士山麓電気鉄道（現・富士急シティバス）も交えた免許争奪が行われた。

### 伊豆急行線の開業と小田急グループ入り
1956年1月、東京急行電鉄は伊東下田電気鉄道（現・伊豆急行）を設立した上で伊東と下田を結ぶ鉄道免許の申請を行った。1957年5月には駿豆鉄道も同区間に鉄道免許を申請し、競願となった。東海自動車にとって伊東下田電気鉄道と駿豆鉄道は共に競合相手であった。駿豆鉄道は長年の競合相手であるが、伊東下田電気鉄道もバスの乗客を奪う相手に相違なかった。
また安易に伊東下田電気鉄道に加担すると、背後には五島慶太が控えていることもあり、場合によっては会社乗っ取りをされかねない危険性があった。このため、大野伴睦や河野一郎といった大物政治家を介して、「東海自動車が伊東下田電気鉄道に協力することで、東急は東海自動車の買収を行わない。」と言った趣旨の協定を東急側と取り交わした上で、東急の鉄道免許への支持に回った。結果として、1959年1月に東急側に免許が与えられた。
こうして独立は守り、一応は伊豆急行の開業に協力する姿勢は示しても、実態は開業後も非協力的な態度を貫いていた。その後、伊豆箱根鉄道では修善寺と下田を結ぶバス路線の免許申請を再び行うが、東海自動車が4年にわたって攻防した後、却下されている。
1961年に伊豆急行線が開業したことにより、伊豆の交通体系は大きく変わった。東海自動車においては、ドル箱路線であった伊東 - 下田間は大打撃を受けたものの、鉄道利用の観光客が増加したことにより貸切バスも含めたバス利用者も大幅に増加した。この頃、レストハウスやガソリンスタンドなどの新規事業展開も開始した。1965年には伊豆スカイラインが開通し、伊東と箱根を結ぶ路線が運行され、伊豆箱根鉄道との相互乗り入れとなった。
1965年を境に利用者の減少が始まった。モータリゼーションの進展に伴い、マイカー利用の観光客が増加したことや、地域社会にもマイカーが普及したためである。週末の道路混雑により、バスの走行環境も悪化の一途をたどることになる。1966年からはワンマン化に着手、1974年までにはほぼ全路線でのワンマン化を終了するなど、合理化にも積極的に取り組んだ。
一方、非協力的な東海自動車の態度に業を煮やした東急側は、遂に東海自動車に対し協定破棄を示唆する事態となり、また東海自動車自身も、経営状態の悪化から再建するにあたって資本的な裏づけを確保する必要もあったことから、1971年4月に株式の過半数を小田急電鉄に譲り、小田急グループに入ることで落ち着いた。その後の伊豆半島の路線系交通は伊豆急行・伊豆箱根・東海自動車の三者鼎立が続いたが、近年は三者の関係が融和し、2008年以降は東日本旅客鉄道も含めた各社間で協力・協調関係にある。また、伊豆急行とは、この他タクシー子会社の統合を行い、2022年1月まで合同で伊豆急東海タクシーを経営していた。

### 伊豆を襲う災害と「楽しいバス」の登場
| ボンネットバス「伊豆の踊り子号」 |  | ファンタスティックバス「リンガーベル」 |
| ボンネットバス「伊豆の踊り子号」 |  | ファンタスティックバス「リンガーベル」 |

小田急傘下で再建を進めようとした矢先の1974年5月に伊豆半島沖地震が発生、その後も1976年7月の大水害、1978年1月の伊豆大島近海の地震など、伊豆半島は次々と災害に見舞われた。これは伊豆を訪れる観光客の減少を招き、再建に取り組んだばかりの東海自動車にとっても打撃となった。
こうした中で、観光地を走るバスとして新たな魅力を付加するべく、1976年6月からボンネットバス「伊豆の踊子号」の運行を開始、旅行雑誌にも多く取り上げられた。また、河津ループ橋などの完成とともに、西伊豆特急バスや貸切バスに車内テレビを設置するなど、グレードアップに努めた。また、1989年6月からは、レトロ調バス「リンガーベル」の運行を開始した。また、1991年3月の特急「あさぎり」運行開始に合わせて座席指定制の特急バス「スーパーロマンス」の運行を、同年11月には下田地区で南国調バス「トロピカーナ」の運行を開始した。1997年には、高速カーフェリー希望に接続する連絡バスとしてレトロ調バス「くろしおくん」の運行を開始している。
バスそのものに魅力を与えるという施策は、全てがうまくいったわけではなく、1990年から運行開始した高速バス「伊豆スパー号」は数年で撤退を余儀なくされ、「スーパーロマンス」も西伊豆特急バスとして再編されているほか、「くろしおくん」は高速カーフェリー自体が廃止されたことで、本来の役割を失った。リンガーベルについては経年のため引退し、伊勢半に譲渡され「ヒロインメイクバス」として全国各地を巡業している。しかし、ボンネットバスやレトロ調バスの運行をはじめとした「楽しいバス」という考え方は、その後の日本のバス業界にも影響を与え、以後同種のバスが日本各地で運行されるきっかけとなった。

### 地域分社化と再統合
経営環境が厳しくなる状況下において、運営の効率化を果たすためとして、東海自動車は事業の再編に着手した。
1999年3月、タクシー事業を第一交通産業に譲渡、同年4月にはバス事業の移管を行った。貸切バス事業は新東海バス（初代）に全面移管、路線バス事業は伊豆東海バス・南伊豆東海バス・西伊豆東海バス・中伊豆東海バス・沼津東海バスの5つの地域子会社に分割して移管した。こうして東海自動車は東海バスグループ7社に再編されたが、その際に従業員はいったん全員退職となり、新たな労働条件で再雇用する形になった。
2002年には、東海バスグループを含む小田急グループ全体の効率化の一環として、沼津・三島地区と伊東・熱海地区の再編が行われた。前者は、沼津東海バスが沼津箱根登山自動車の事業を引き継ぐとともに商号を沼津登山東海バスに変更した。後者は、伊豆東海バスが箱根登山鉄道熱海営業所のバス事業を引き継いだ。これに前後して伊東・熱海の各事業所が移転した。また、地域路線については自治体との連携により維持される路線が多くなった。
2006年10月には、南伊豆東海バスが伊豆下田バスの事業を引き継ぎ、南伊豆地区のバス事業はすべて東海バスグループに統一された。
2013年4月、中伊豆東海バスが新東海バス（初代）を吸収合併し、新東海バス（2代）となった。2014年9月16日、新東海バス下田貸切事業所と南伊豆東海バス稲取支所が南伊豆東海バス下田事業所に統合され、南伊豆地区の再編が行われた。
2020年4月、バス事業の効率化や安全管理体制および営業所間の連携体制の強化を図るため、バス事業会社5社が合併し1社6営業所体制となった。この統合は静岡県の伊豆地域において人口減少や少子高齢化が進み、厳しい経営環境下で永続的な事業運営に向けて行ったものである。新会社の商号は、地域で最も浸透している当社グループの通称を用いて「株式会社東海バス」とした。

### 年表
- 1916年（大正5年） 下田自動車株式会社設立、大仁 - 下田間の運行開始
- 1917年（大正6年）
  - 2月15日 伊東自動車株式会社設立
  - 4月下旬 伊東自動車、伊東 - 大仁間の運行開始[16]
- 1918年（大正7年）11月24日 伊東自動車、東海自動車株式会社に社名変更
- 1926年（大正15年）3月30日 東海自動車、ハイヤーの営業開始（沼津・三島地区）
- 1927年（昭和2年） ガイドの車掌により、観光ルートの案内を始める（日本で最初のバスガイド）
- 1932年（昭和7年）11月11日 東海自動車と下田自動車、東海自動車を存続会社として対等合併
- 1933年（昭和8年）7月18日 伊東 - 下田間の運行開始
- 1938年（昭和13年）4月20日 伊豆だより創刊（戦争により一時休刊）
- 1948年（昭和23年）4月18日 国産ディーゼルバス第1号車（いすゞBX91型）が2台納入される
- 1952年（昭和27年）10月1日 伊豆半島周遊定期観光バス運行開始
- 1962年（昭和37年）10月1日 小室山観光リフト開業
- 1965年（昭和40年）7月 伊豆スカイライン開通による伊東 - 箱根間路線運行開始、伊豆箱根鉄道バス（現：伊豆箱根バス）と相互乗り入れ
- 1966年（昭和41年）
  - 4月11日 沼津 - 三島大社間にワンマンバス運行
  - 10月1日 小室山レストハウス開業
- 1967年（昭和42年）3月28日 この日の定期観光バスは、1400組という記録的な新婚夫婦で賑わった。
- 1971年（昭和46年）4月16日 小田急電鉄の傘下に入る
- 1974年（昭和49年） 特急バスを除きワンマン化完了
- 1975年（昭和50年）7月28日 東海輸送株式会社設立、東海自動車の一般区域貨物業・逓送業を移管、8月1日営業開始
  - 10月13日 修善寺東海交通株式会社設立、10月16日営業開始
  - 12月1日 東海警備保障株式会社設立
- 1976年（昭和51年）
  - 6月12日 「伊豆の踊り子号」の運行が開始され、全国のレトロバス・ボンネットバスの人気のさきがけとなる。かつては天城峠を越えていたが、現在は修善寺駅 - 昭和の森会館を1日2往復（運転日限定）運行
  - 7月1日 東海警備保障、綜合警備保障と業務提携し、商号を東海綜合警備保障株式会社に変更
- 1981年（昭和56年）2月18日 株式会社東海バストラベル設立、4月1日営業開始
- 1983年（昭和58年）5月20日 株式会社東海車輌サービス設立、7月1日営業開始
- 1985年（昭和60年）4月5日 貸切バスのデザインを変更（伝統のオレンジ色から白地に赤とグレーのライン）
- 1989年（平成元年）8月1日 レトロ調バス「リンガーベル号」の運行を開始
- 1990年（平成2年） 4月26日 東海自動車、初の高速バスとして、名古屋 - 伊東間「伊豆スパー号」の運行を開始[20]
- 1993年（平成5年） 「伊豆スパー号」運行休止(1995年に正式廃止）
- 1995年（平成7年）6月19日 東海自動車、新社屋落成につき、本社を伊東市渚町へ移転[16]
- 1996年（平成8年）12月6日 株式会社新東海バス（初代）設立[16]
- 1997年（平成9年）1月17日 貸切バス事業の先行分社化として、新東海バス営業開始[16]
- 1999年（平成11年）
  - 2月17日 株式会社伊豆東海バス・株式会社南伊豆東海バス・株式会社西伊豆東海バス・株式会社中伊豆東海バス・株式会社沼津東海バス設立[16]
  - 4月1日 乗合バス事業を伊豆東海バス・南伊豆東海バス・西伊豆東海バス・中伊豆東海バス・沼津東海バスに移管、貸切バス事業を新東海バスに全面移管[16]
- 2002年（平成14年）
  - 3月1日 大手町ワイドパーキングオープン
  - 4月1日 伊豆東海バス、伊東事業所を伊東市荻へ移転（伊東駅前より）
  - 10月1日 箱根登山グループとの間で乗合バス事業の再編を実施[16]。沼津東海バスが沼津箱根登山自動車から沼津・三島地区について、伊豆東海バスが箱根登山鉄道から熱海地区についてそれぞれ移管される。沼津東海バス、商号を株式会社沼津登山東海バスに変更[18]
  - 12月16日 新東海バス、伊東貸切営業所新設
- 2003年（平成15年）
  - 3月31日 東海自動車 、東海バストラベルを吸収合併
  - 10月1日 伊豆東海バス、熱海事業所を熱海市紅葉ガ丘町へ移転（熱海駅前より）
- 2004年（平成16年）7月25日 東海自動車、沿線情報紙「EAZY！」の創刊号を発行
- 2004年（平成16年）9月17日 「グリーン経営」認証取得 （乗合バス事業として全国初）
- 2005年（平成17年）6月6日 株式会社ハートリーフを設立
- 2006年（平成18年）
  - 7月1日 修善寺東海交通、学校給食事業を東海輸送へ、運行受託業を中伊豆東海バスへ移管
  - 10月1日 南伊豆東海バス、伊豆箱根鉄道系の伊豆下田バスから事業を引き継ぐ
  - 11月1日 ツアーバス「伊豆＝新宿ライナー」運行開始（小田急箱根高速バスと共同運行）
- 2009年（平成21年）3月1日 「伊豆＝新宿ライナー」を路線バス化
- 2009年（平成21年）4月1日 沼津登山東海バス、沼津営業所を駿東郡清水町から沼津市大平へ移転
- 2010年（平成22年）3月13日 高速乗合バス「三島エクスプレス」運行開始
- 2011年（平成23年）4月15日 伊豆だより廃刊（最終号は591号）
- 2013年（平成25年）4月1日 中伊豆東海バス、新東海バスと合併して商号を株式会社新東海バス（2代）に変更
- 2016年（平成28年）4月1日 沼津登山東海バス、商号を株式会社東海バスオレンジシャトルに変更[21]
- 2017年（平成29年）2月15日 東海自動車、創立100周年を迎える
- 2020年 (令和2年) 4月1日 傘下の伊豆東海バス・南伊豆東海バス・西伊豆東海バス・新東海バス・東海バスオレンジシャトルが合併し、「株式会社東海バス」が発足[19]

## 東海グループ
当社および以下の子会社と関連会社で「東海グループ」を構成している。
2019年3月期の売上高が連結で約81億円であるのに対し、子会社の東海バスが単独で約41億円となっており、バス事業の分社化後もグループ内における比率が高い。

### 直営事業

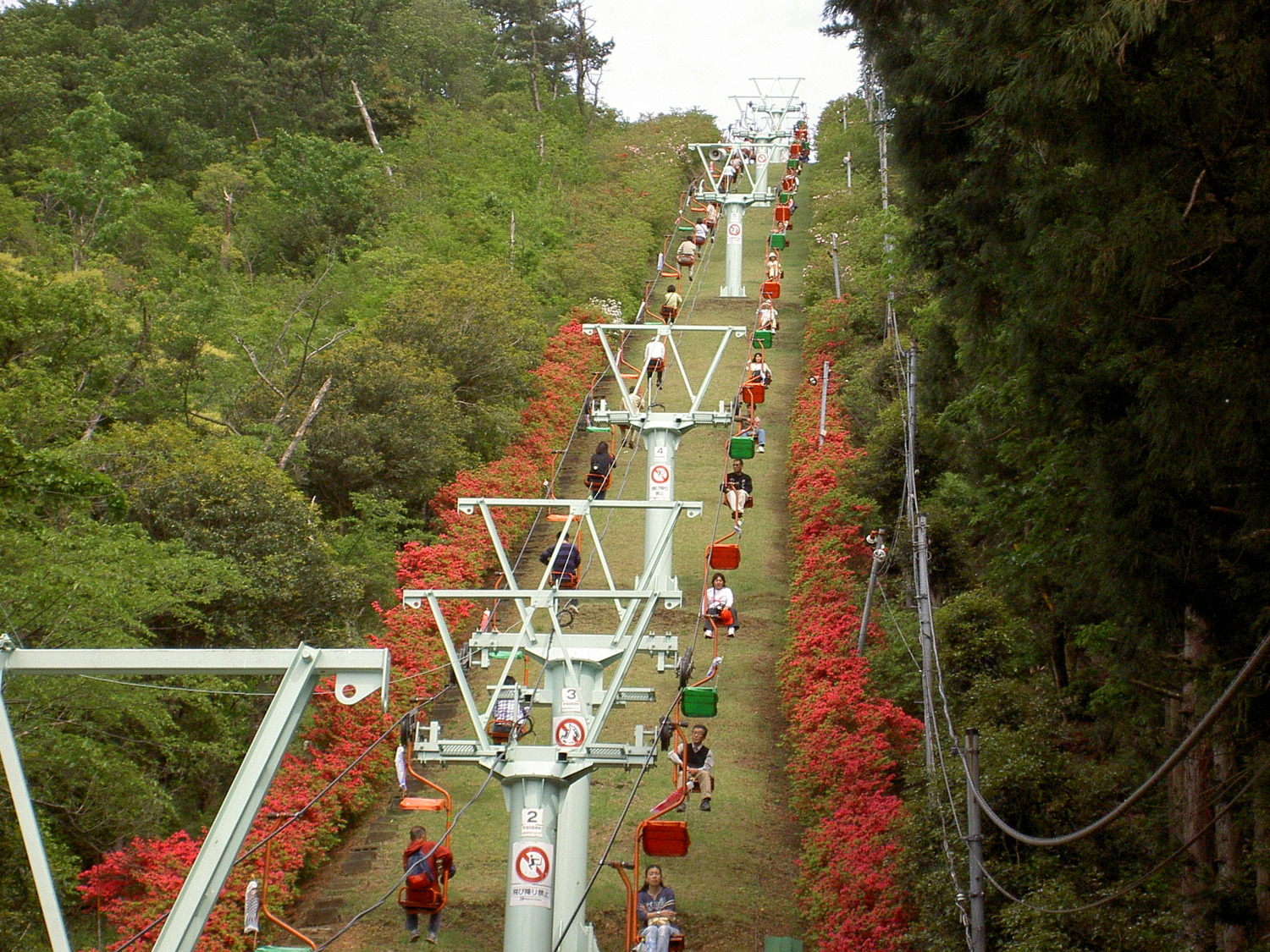
小室山観光リフト

当社の直営事業として、不動産業やレストハウス事業（伊東市の「小室山レストハウス」と伊豆市の「天城浄蓮の滝 踊子茶屋」）、索道事業（小室山観光リフト）などを行っている。

### 子会社
- 株式会社東海バス
2020年4月1日合併前のバス事業会社の事業所名が、そのまま営業所名になっている。
  - 熱海営業所
営業エリア：熱海市、神奈川県足柄下郡湯河原町の一部
旧・伊豆東海バス熱海事業所
  - 伊東営業所
営業エリア：伊東市。
旧・伊豆東海バス伊東事業所
  - 下田営業所
営業エリア：下田市、賀茂郡東伊豆町・河津町・南伊豆町
旧・南伊豆東海バス下田事業所（東海自動車稲取営業所・下田営業所を統合の上分社化）
  - 松崎営業所
営業エリア：賀茂郡松崎町・西伊豆町
旧・西伊豆東海バス松崎事業所
  - 修善寺営業所
営業エリア：伊豆市、沼津市の一部、伊豆の国市の一部、伊東市の一部
旧・新東海バス（2代）修善寺事業所（東海自動車修善寺営業所を分社化した中伊豆東海バスと、東海自動車の貸切バス部門を分社化した新東海バス（初代）が統合）
  - 沼津営業所
営業エリア：沼津市、三島市、駿東郡清水町・長泉町、田方郡函南町、伊豆の国市、伊豆市、神奈川県足柄下郡箱根町の一部
旧・東海バスオレンジシャトル沼津事業所（東海自動車沼津営業所を分社化した沼津東海バスに、沼津箱根登山自動車の乗合バス事業が移管）

- 東海輸送株式会社
清水町を拠点とする一般区域貨物運送事業者であり、郵便輸送を中心に区域貨物事業や給食配送事業などを行う。
- 株式会社東海車輌サービス
伊東市に本社があり、各バス車庫に隣接して工場を持つ。グループ会社のバスの整備の他、一般の自動車の修理、車検、販売を行う。
- ALSOK東海株式会社
伊東市に本社を置く。ALSOKと提携している。

### かつての関連会社
以下の2社は、かつては当社も出資しており持分法適用関連会社になっていた。
- 伊豆急東海タクシー株式会社
伊東市に本社を置く。伊豆地域でタクシー事業を行っている[24]。2022年1月に同社が保有する全株式が伊豆急ホールディングスに譲渡された[25]。その後、伊豆急ホールディングスが全株式をシンフジハイヤー（富士市）代表取締役の三澤賢治に売却し、2022年10月に いず東海タクシーに社名変更。
- 下田ロープウェイ株式会社
下田市でロープウェイを運行する[24]。2022年12月に同社が保有する全株式が伊豆急ホールディングスに譲渡された[1]。

## 路線
ここでは東海自動車直営時代に廃止された路線について述べる。
- 伊豆スパー号（ジェイアール東海バスと共同運行、1日2往復）

名古屋駅 - 千種駅前 - 星ヶ丘 - 名古屋インター - 東名静岡 - 長沢口 - 修善寺駅 - 伊東温泉 - 伊東駅（1991年7月20日から運行休止まで）
名古屋駅 - 千種駅前 - 星ヶ丘 - 名古屋インター - 宇佐美駅口 - 伊東港 - 伊東温泉 - 伊東駅（運行開始から1991年7月19日まで）
箱根ビュー号と類似したコンセプトで1990年4月26日に運行が開始された。名古屋 - 伊東で約5時間と箱根ビュー号と同じく時間がかかりすぎることが災いしてか、奇しくも箱根ビュー号と同じような末路をたどり、ジェイアール東海バスの撤退を機に箱根ビュー号の経路変更の約1か月後となる1991年7月20日に停車停留所を変更し伊東 - 修善寺間を中伊豆バイパス経由に変更するもやはり功を奏せず、箱根ビュー号より少々早い1993年4月1日に無期限運行休止となった後1995年に正式に廃止され、東海自動車の名古屋案内所も閉鎖された。
使用車両は基本的には4列シート34人乗りのスーパーハイデッカーで、三菱エアロクィーンMが使用されていた。この車両は当路線廃止後に貸切車に格下げ。伊東営業所と下田営業所に1台ずつの配置となったものの、当時の東海自動車にはトイレの処理設備がなかったためこの設備が仇となり、実際に稼働する機会は少なかった。そして貸切バス部門が新東海バスへ分社化されると、真っ先に減車の対象となって廃車になった。

## 車両
| 左側面は小田急RSE車と、右側面はJR371系と同じカラーリングにした「スーパーロマンス号」 |  | 左側面は小田急RSE車と、右側面はJR371系と同じカラーリングにした「スーパーロマンス号」 |
| 左側面は小田急RSE車と、右側面はJR371系と同じカラーリングにした「スーパーロマンス号」 |  |                                                                                      |

東海バスグループのバス車両は、原則として管理会社である東海自動車が購入し、東海バスが賃借するという方式をとっている。このため、合併前の子会社間における仕様の差異は少なく、塗装などに一部変化がある程度である。このため、本節ではグループ全体の車両概説について記述する。
かつては後乗り前降りの車両もあったが、2020年現在では交通バリアフリー法の関係により、自社発注車両はノンステップの前中引戸の車両が多数を占めている。ただし、どの路線とも前乗り後払い方式を採用しているため、中ドアの入口部分は通常は締切扱いとなっており、ツーステップ車の中には中ドア部分を鉄パイプで封鎖しているものもある。特急バスや長距離路線も運行されているため、観光バス仕様の路線車両やトップドアの車両も存在する。
1970年代以降、バスそのものに魅力を持たせる施策をいくつか行っている。1976年から開始されたボンネットバスの運行、1989年以降に登場した「リンガーベル」「トロピカーナ」などがその代表例である。また、かつて特急「あさぎり」接続の路線では、1台のバスの左側に小田急RSE・右側にJR東海371系電車の2社の特急車両の塗装を施した車両を運行していたことがある。
箱根登山バスから熱海・沼津地区の路線を譲受して以降は、同社から移籍した車両が各営業所の主力となっている。塗装は箱根登山カラーのままのものと東海自動車カラーに塗り替えられたものが存在するが、沼津登山東海バス（現・東海バス沼津営業所）の初期自社導入車両は、箱根登山バスと東海自動車の折衷デザインとなっている。南伊豆東海バス（現・東海バス下田営業所）などに所属する神奈川中央交通からの移籍車については、元々の神奈中カラーの車体ベース色がクリーム系であったことから、これを活かして帯と裾の赤色のみ橙色に変更した塗装となっている。この他、小田急バスや横浜市営バスから移籍したものも少数ある。
観光路線に使用される車両には小田急グループ共通貸切色となっているものもある。
2022年に日の丸自動車興業よりオープントップバス「スカイバス東京」のネオプラン・スペースライナーを借り入れ、星野リゾートの界 アンジンおよび界 伊東宿泊客向けの観桜ツアーを3月21日から4月10日まで受託運行した。
伊東市・下田市・松崎町・東伊豆町・南伊豆町の自主運行路線では前面の方向幕に行先とともに「（自治体名）自主運行バス」と表示される。

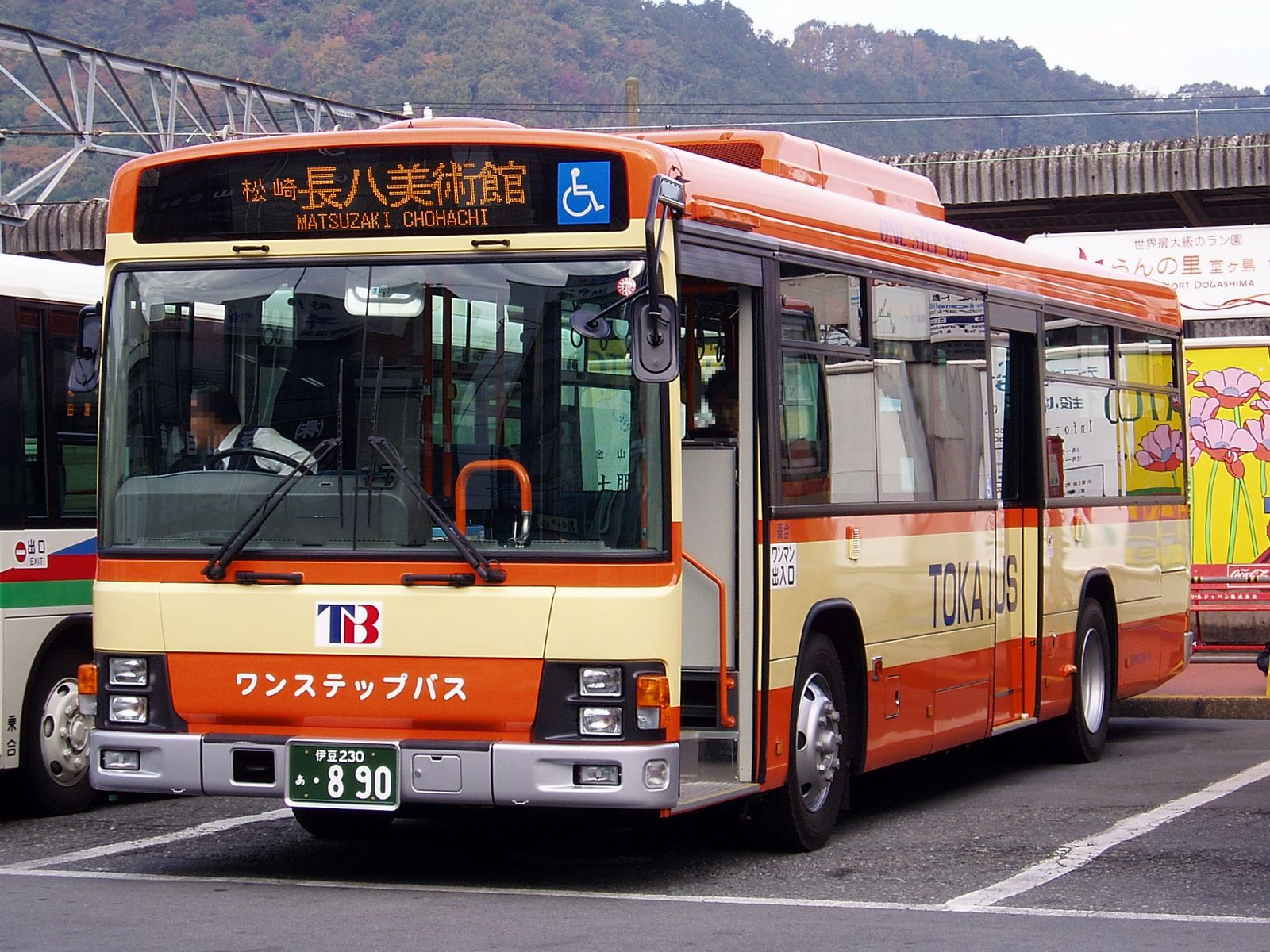
路線バスの2008年現在の標準色
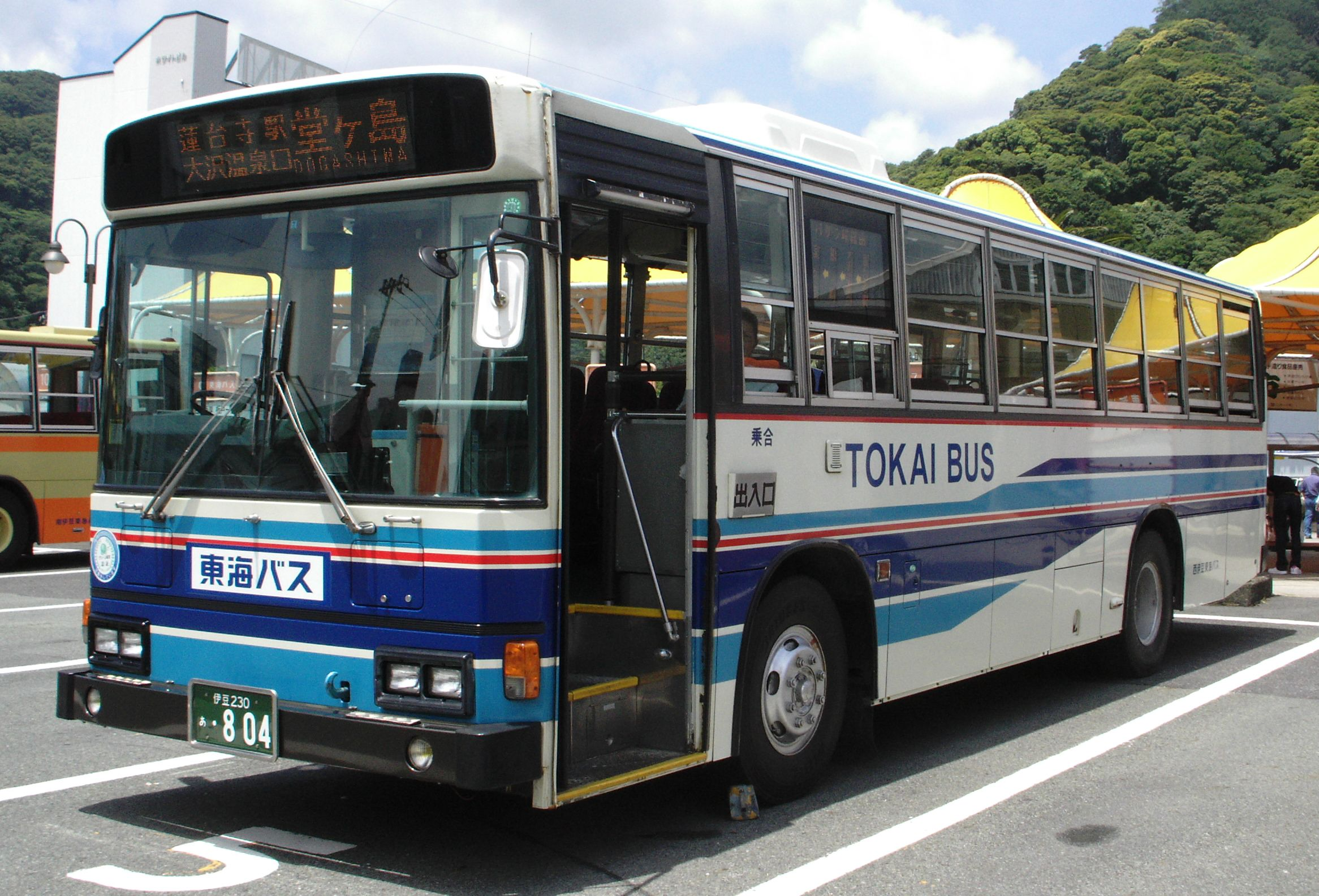
箱根登山カラーのままの路線バス車両
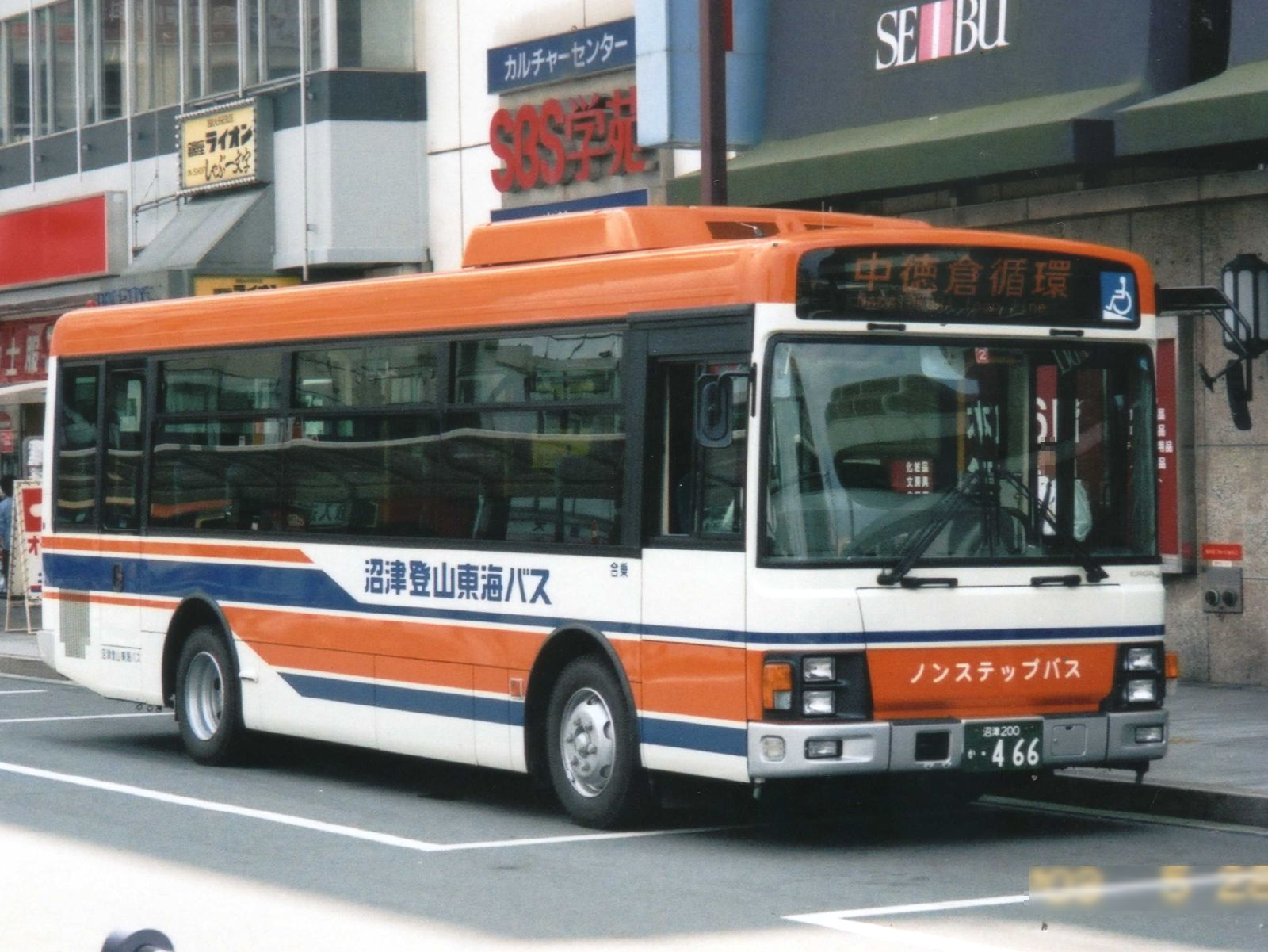
2社折衷デザインとなった沼津登山東海バス（当時）
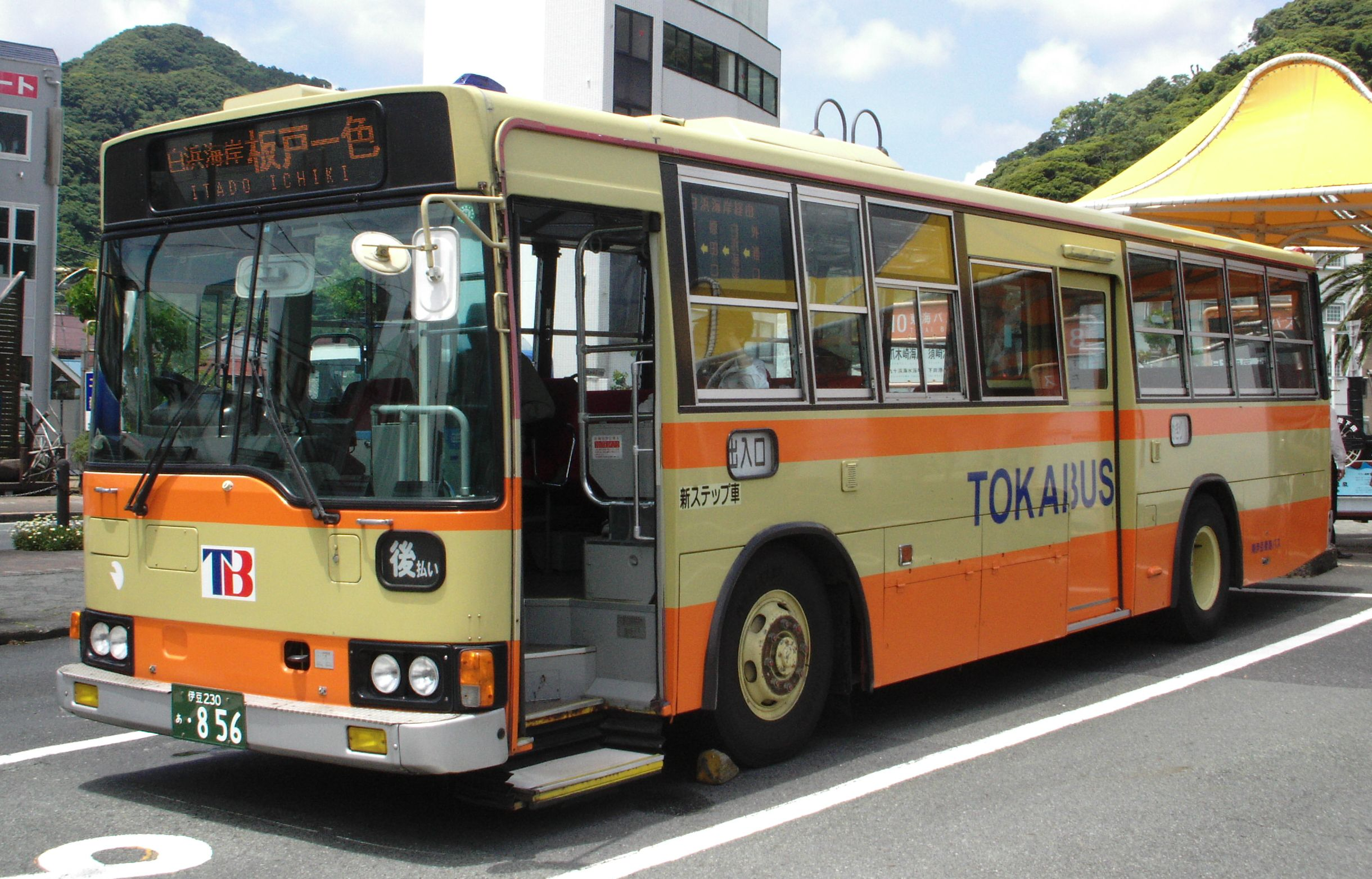
元々の塗装を活かした神奈中からの移籍車
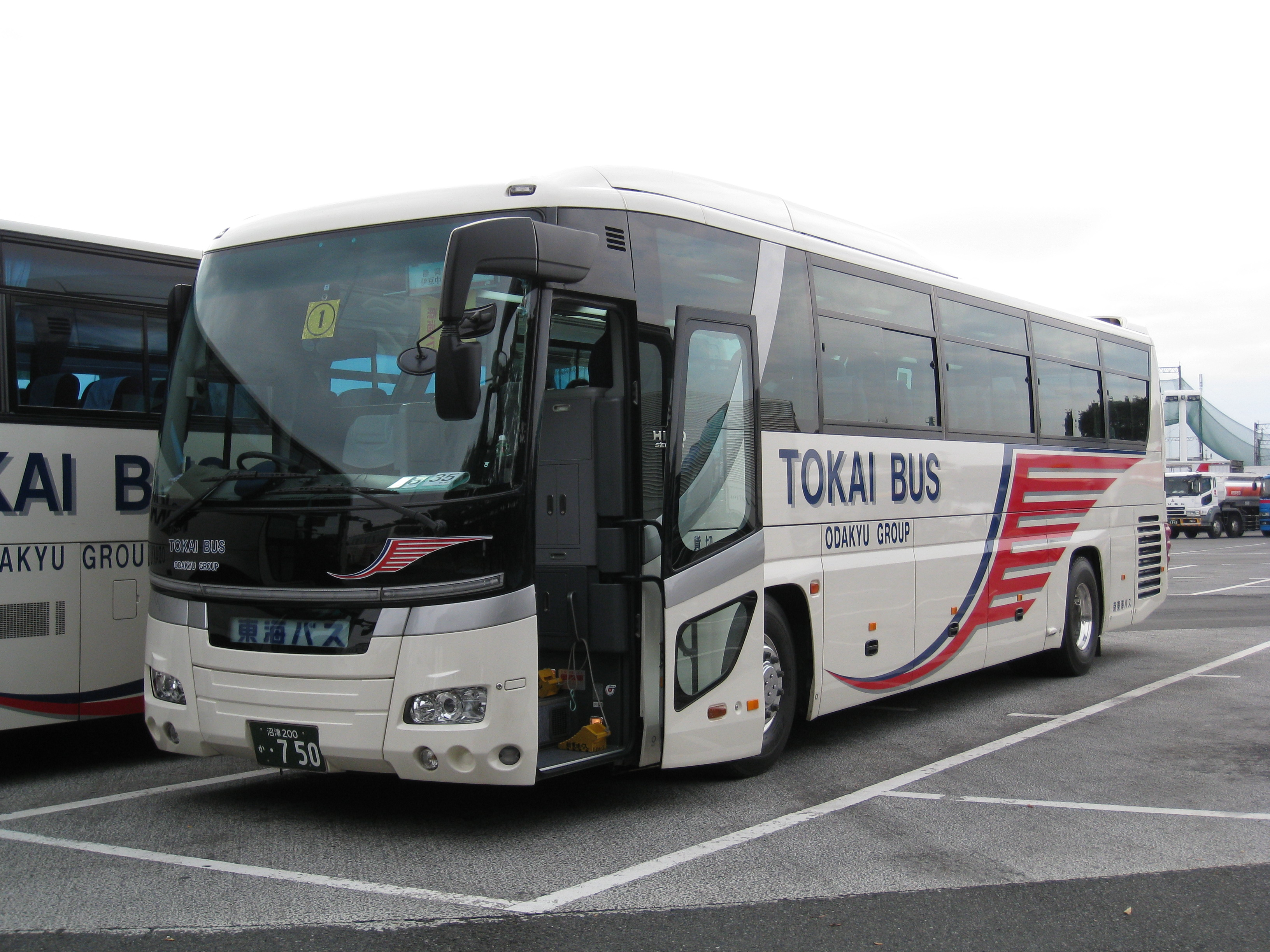
貸切バスの2008年現在の標準色
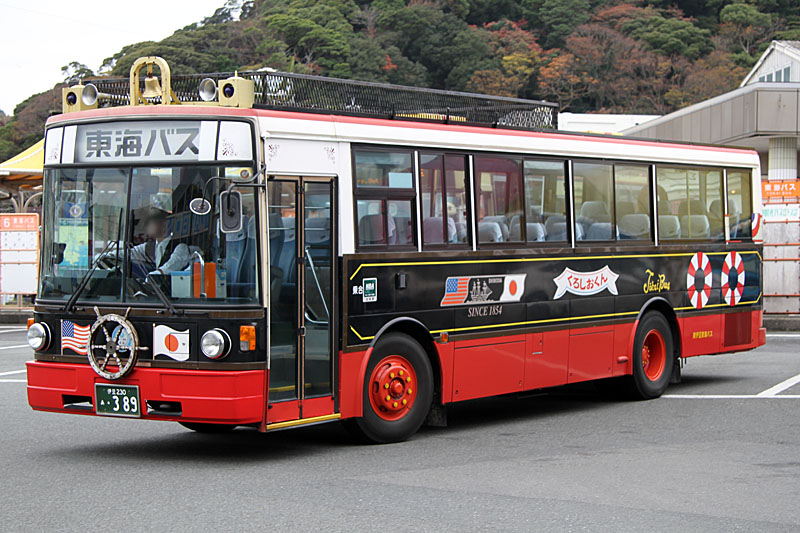
過去の車両・定期観光バスに使用される車両「くろしおくん」
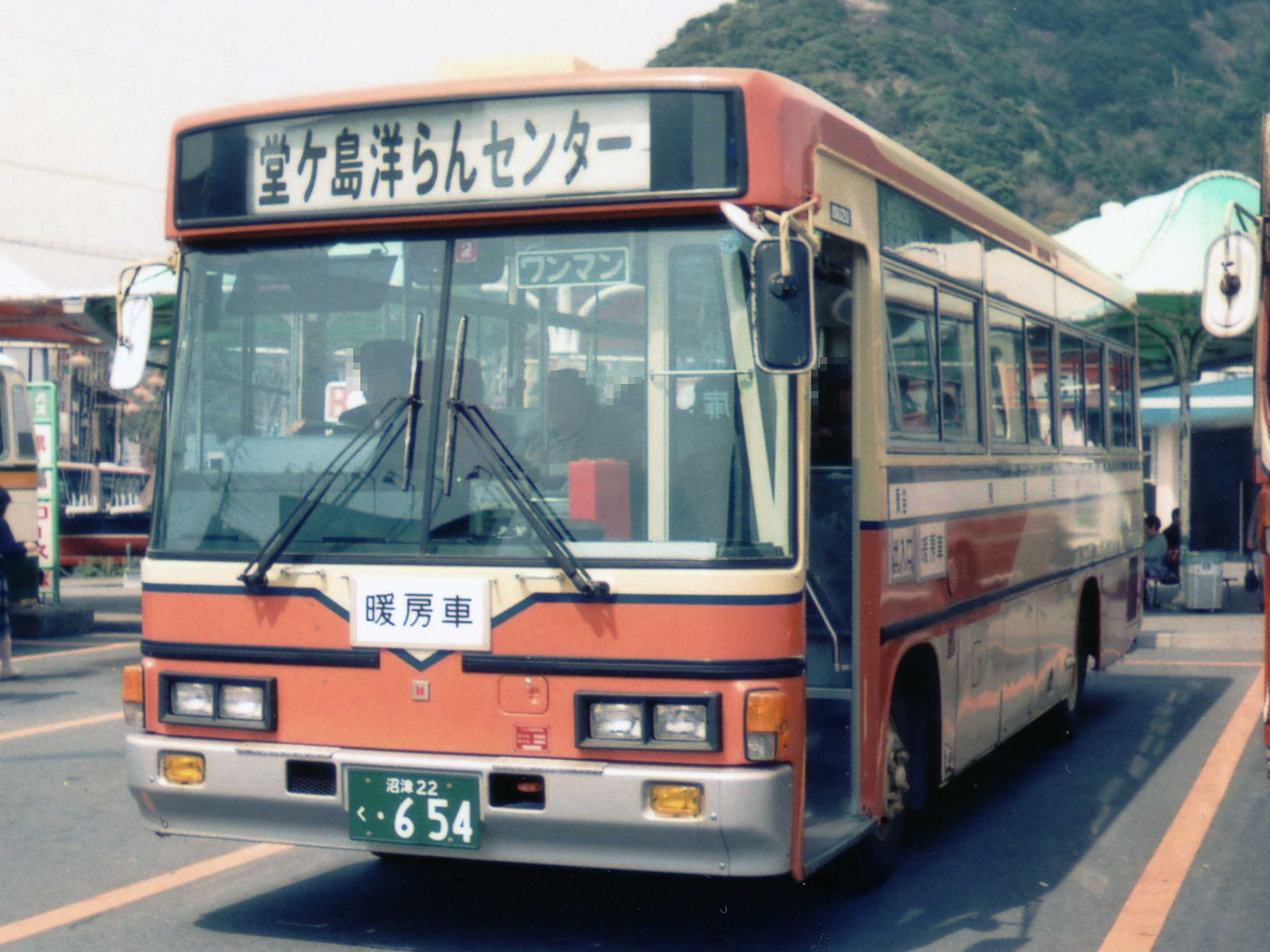
過去の車両・1982年以前の標準色
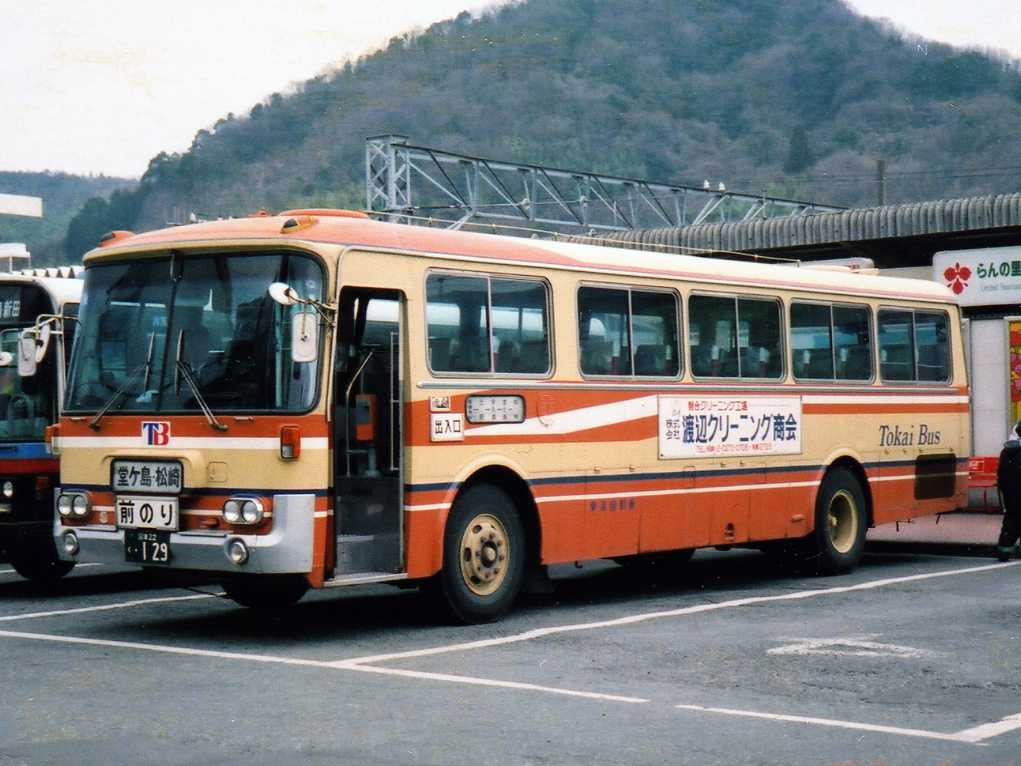
過去の車両・特急仕様車・1982年以降の標準色。車内にテレビを装備していた。
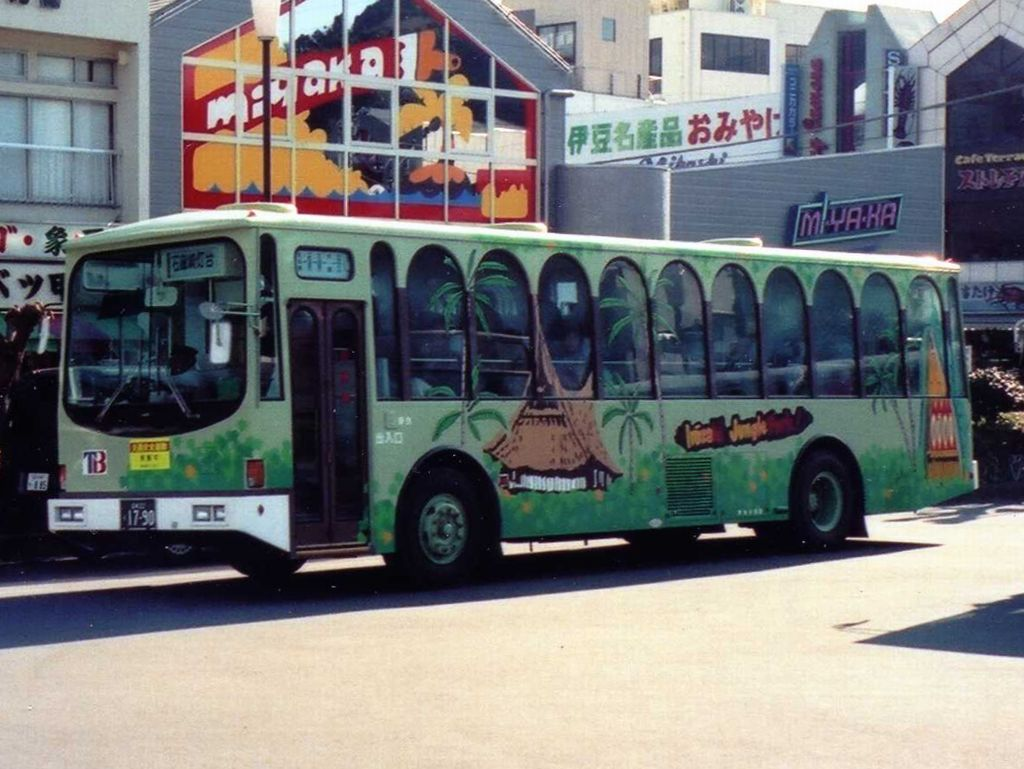
過去の車両・ファンタスティックバス「トロピカーナ」
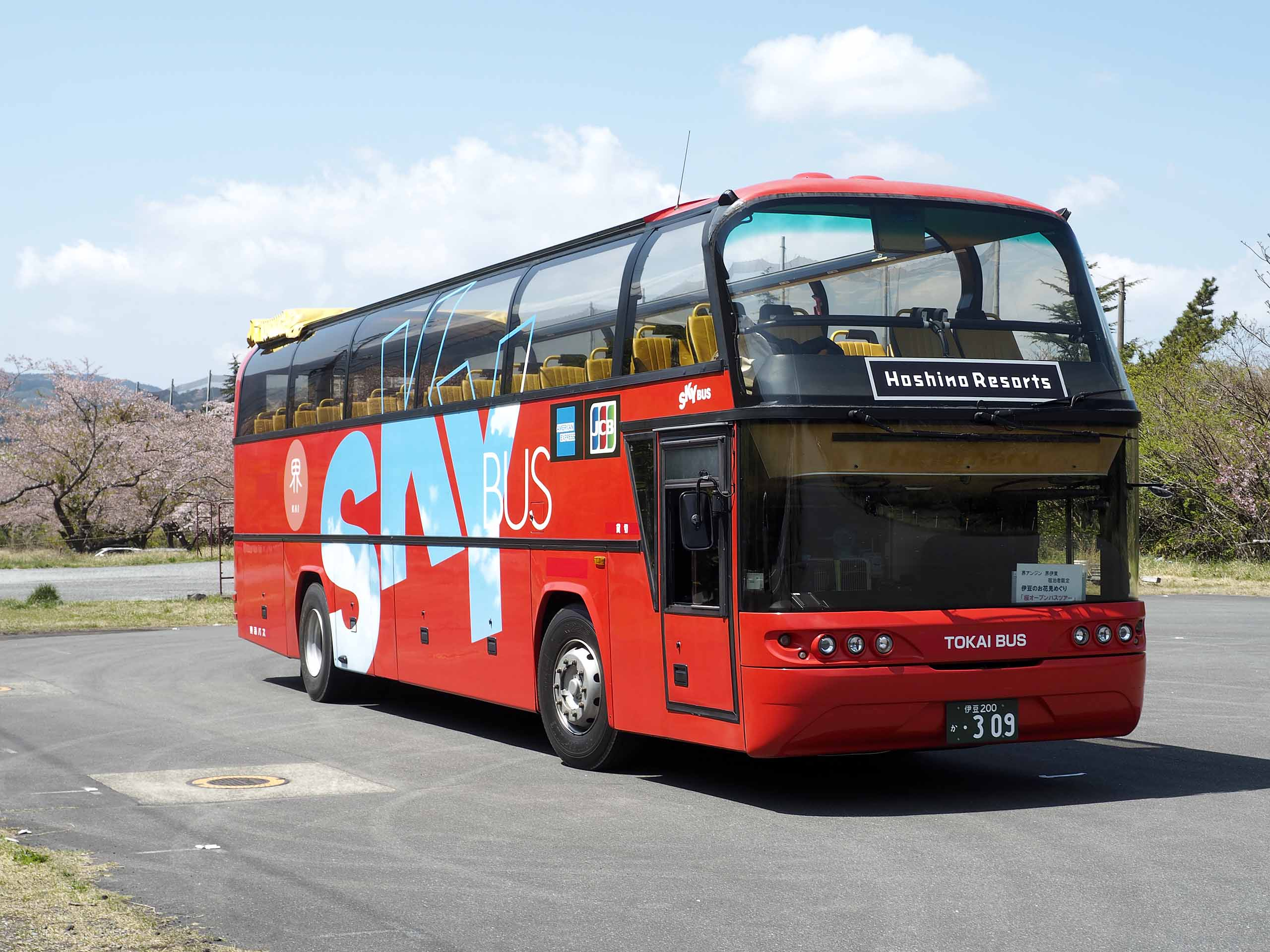
2022年春に日の丸自動車興業より借り入れて運行された「スカイバス東京」のネオプラン・スペースライナー